# Tianguistengo (La Romera)
Tianguistengo también conocido como La Romera es una localidad mexicana, ubicada en el municipio de Tepeji del Río de Ocampo en el estado de Hidalgo.

## Geografía
Se encuentra en la región geográfica del Valle del Mezquital; a la localidad le corresponden las coordenadas geográficas 19° 54’ 52.325” de latitud norte y 99° 19’ 29.987” de longitud oeste, con una altitud de 2140 m s. n. m. Cuenta con un clima templado subhúmedo con lluvias en verano, de menor humedad.
En cuanto a fisiografía se encuentra dentro de la provincia del Eje Neovolcánico, dentro de la subprovincia de Lagos y volcanes de Anáhuac; su terreno es de lomerío.  En lo que respecta a la hidrografía se encuentra posicionado en la región del Pánuco, dentro de la cuenca del río Moctezuma, en la subcuenca del río el Salto.

## Demografía
En 2020 registró una población de 5784 personas, lo que corresponde al 6.39 % de la población municipal, de los cuales 2781 son hombres y 3003 son mujeres.
| Gráfica de evolución demográfica de Tianguistengo entre 1970 y 2020                          |
|                                                                                              |
| Población de los censos y conteos del Instituto Nacional de Estadística y Geografía (INEGI). |